# Suma sumárum
Suma sumárum je kompilační album české rockové skupiny Kabát, které vyšlo v roce 2001. Vydání na CD obsahuje dva disky. Na prvním se nachází výběr „best of“ skladeb vydaných na předchozích albech a dva bonusy – píseň „Pohoda“ a upravená verze starší skladby „Má jí motorovou 2001 cm³“. Druhé CD tvoří koncertní záznam z turné k albu Go satane go pořízený ve Sportovní hale v Praze 21. března 2001. Album vyšlo i ve formě samostatného DVD s videoklipy vybraných skladeb a videozáznamem pražského koncertu z roku 2001. Na videozáznamu však nejsou skladby "Ber","Bruce Willis","Mravenci"a"Brouk pytlík".
V roce 2013 byla k 25. výročí fungování skupiny vydána reedice alba. Tato verze souhrnně obsahuje dvě CD, DVD, plakát s podpisy členů skupiny a pozvánku na koncert na pražském Vypichu, který se uskutečnil 13. září 2014.

## Seznam skladeb

### CD verze
Disk 1
1. Porcelánový prasata
2. Opilci v dějinách
3. Óda na konopí
4. Děvky ty to znaj
5. Jack Daniels : 1-prolog
6. Jack Daniels : 2-epilog
7. Máš to už za sebou
8. Starej bar
9. Colorado
10. Dávam ti jeden den
11. Raketovej pes
12. Čert na koze jel
13. Wonder
14. Bogie českýho šífaře
15. Lady Lane
16. Balada o špinavejch fuseklích
17. Králíci
18. Všude tu sou
19. Mám obě ruce levý
20. Bára
21. Na sever
22. Šaman
23. Pohoda
24. Má jí motorovou 2001 cm³

Disk 2
1. Go satane go
2. V pekle sudy válej
3. Piju já , piju rád
4. Víte jak to bolí
5. Prdel vody
6. Bum bum tequilla
7. Kdyby ženský nebyly
8. Ber
9. Centryfuga
10. Bruce Willis
11. Blues folsomské věznice
12. Mravenci
13. Tak teda pojď
14. Ďábel a syn
15. Rodinnej tank
16. Brouk Pytlík
17. Teta
18. Kanibal Hanibal
19. Slibem nezarmoutíš
20. Láďa
21. Všechno bude jako dřív
22. Moderní děvče
23. Žízeň

### DVD verze
Videoklipy
1. Pohoda
2. Láďa
3. Šaman
4. Na sever
5. Colorado
6. Bára
7. Tak teda pojď
8. Učitel
9. Dávám ti jeden den
10. Bruce Willis
11. Čert na koze jel
12. Králíci

Koncert z GSG Tour
1. Go satane go
2. V pekle sudy válej
3. Piju já, piju rád
4. Víte jak to bolí
5. Prdel vody
6. Bum bum tequilla
7. Kdyby ženský nebyly
8. Centryfuga
9. Blues Folsomské věznice
10. Tak teda pojď
11. Ďábel a syn
12. Rodinnej tank
13. Teta
14. Kanibal Hanibal
15. Slibem nezarmoutíš
16. Láďa
17. Všechno bude jako dřív
18. Moderní děvče
19. Žízeň